# David Pharao
Pour les articles homonymes, voir Pharao.
David Pharao est un metteur en scène, auteur, scénariste français né le 18 février 1958. D’abord comédien, il se dirige très tôt vers l’écriture et la mise en scène de comédies pour le théâtre, la télévision et le cinéma.

## Biographie
Après avoir interprété Shakespeare, Buchner à sa sortie du Conservatoire dont il sort avec deux premiers prix, David Pharao se tourne très vite vers l’écriture et la mise en scène de théâtre. En l’accueillant au Théâtre d’Orsay, Jean-Louis Barrault lui permet de remporter son premier succès, Croquez le Melon, qui lui vaudra un message d’encouragement de Charles Chaplin. David Pharao fonde alors sa troupe et crée, avec Isabelle Pirot, Lady Pénélope et une dizaine d’autres pièces dont New York Blues avec la troupe Mudra créée par Maurice Béjart.
Il se consacre ensuite au Cinéma et à la Télévision comme scénariste et réalisateur. Son court-metrage Waka Waka, est sélectionné aux Festivals de Chamrousse, Vevey et La Ciotat où Claude Pinoteau lui remet le prix du Meilleur court-métrage 1987 et de la meilleure interprétation. David Pharao développe comme Directeur de collection, plus de cent épisodes de séries et écrit une vingtaine de films et téléfilms pour Charles Aznavour, Micheline Presle, Bernadette Laffont, Annie Cordy, Guillaume Canet, Anny Duperey, Philippe Khorsand, Claude Piéplu, Hippolyte Girardot…
L’Invité marque son retour au théâtre. La pièce est créée au Théâtre Edouard VII avec Patrick Chesnais, Philippe Khorsand et Evelyne Buyle et reçoit quatre nominations aux Molière 2004. La presse salue une comédie grinçante ou drôlerie et férocité se mêlent. Luc Besson décide alors de porter la comédie à l’écran et demande à David Pharao d’en faire l’adaptation cinématographique pour Daniel Auteuil, Valérie Lemercier et Thierry Lhermitte.
L’éclectisme de son écriture lui ouvre les scènes des cinq continents.

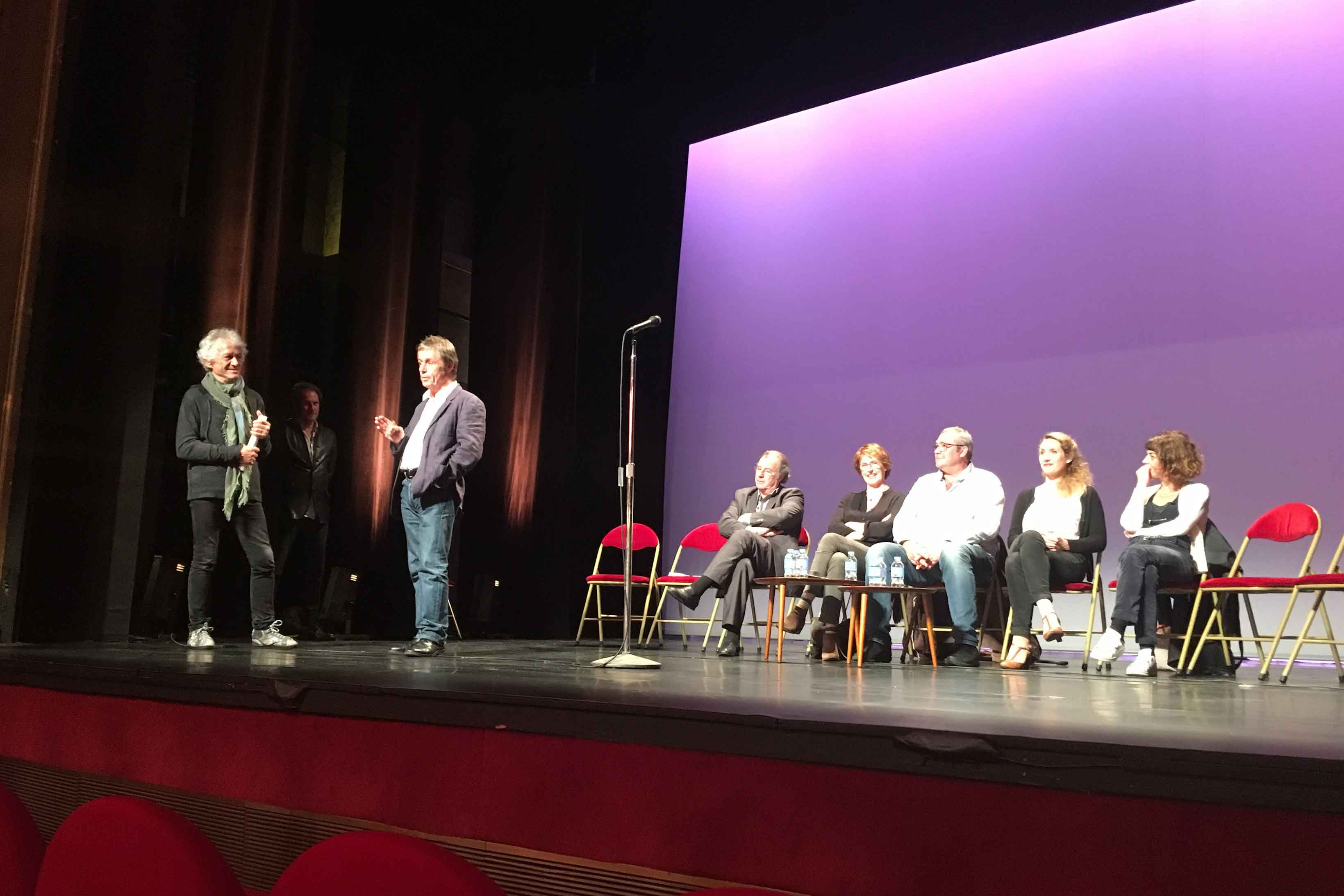
Conférence de presse de la pièce "Mariage et Châtiment" au théâtre Hébertot.

## Théâtre

### Comédien
- 1971 : Le Songe d'une nuit d'été de William Shakespeare, mise en scène de Renaud Sanson, Cirque de Rouen
- 1973 : Léonce et Léna de Georg Büchner, Théâtre de la Plaine
- 1974 : Inahi le pêcheur de lune d'Étienne Catalan, mise en scène de René Lesage, Maison de la Culture de Grenoble
- 1975 : Néo-Cid de Claude Amy, mise en scène d'Yves Lalonde, avec Colette Castel et Philippe Brizard, Coupe-Chou Beaubourg
- 1976 : Croquez le Melon, avec Isabelle Pirot et Jean-Paul Schné, Maison de la Culture du Havre et Théâtre de la Gaîté-Montparnasse
- 1978 : Lady Pénélope, avec Isabelle Pirot, Théâtre du Lucernaire, mise en scène de David Pharao

### Auteur et metteur en scène
- 1975 : Comédie en noir et blanc, Théâtre d'Orsay (Cie Renaud-Barrault)
- 1976 : Croquez le Melon, avec Isabelle Pirot et Jean-Paul Schné, Maison de la Culture du Havre et Théâtre de la Gaîté-Montparnasse
- 1978 : Flic Frac, avec Cerise et la participation de Claude Piéplu, Théâtre des 400 coups
- 1978 : Lady Pénélope, avec Isabelle Pirot, Festival du Marais et Lucernaire.
- 1980 : Figaro Orchestra, Théâtre Fontaine
- 1980 : Mohamed et le Coyote, d’après Pierre et le Loup de Prokofiev, avec Cocagne et Delaunay, Comédie de Paris
- 1981 : New York Blues, inspiré de Léopold Sédar Senghor, avec Yolanda Meyer (compagnie Pina Bausch) et la troupe de l'École Mudra (Maurice Béjart), MC93 Bobigny, Palais des Glaces
- 1983 : L’Homme de la Navy, avec Irène Tassembedo et la complicité de Jean-Claude Brialy, Théâtre Fontaine
- 2012 : La Dame d'Ithaque, avec Marie Frémont, Lucernaire
- 2013 : La Dame d'Ithaque, avec Marie Frémont, Théâtre du Balcon, Festival d'Avignon
- 2019 : Mariage et Châtiment, avec Martin Lamotte, Théâtre Tête d'or

### Auteur

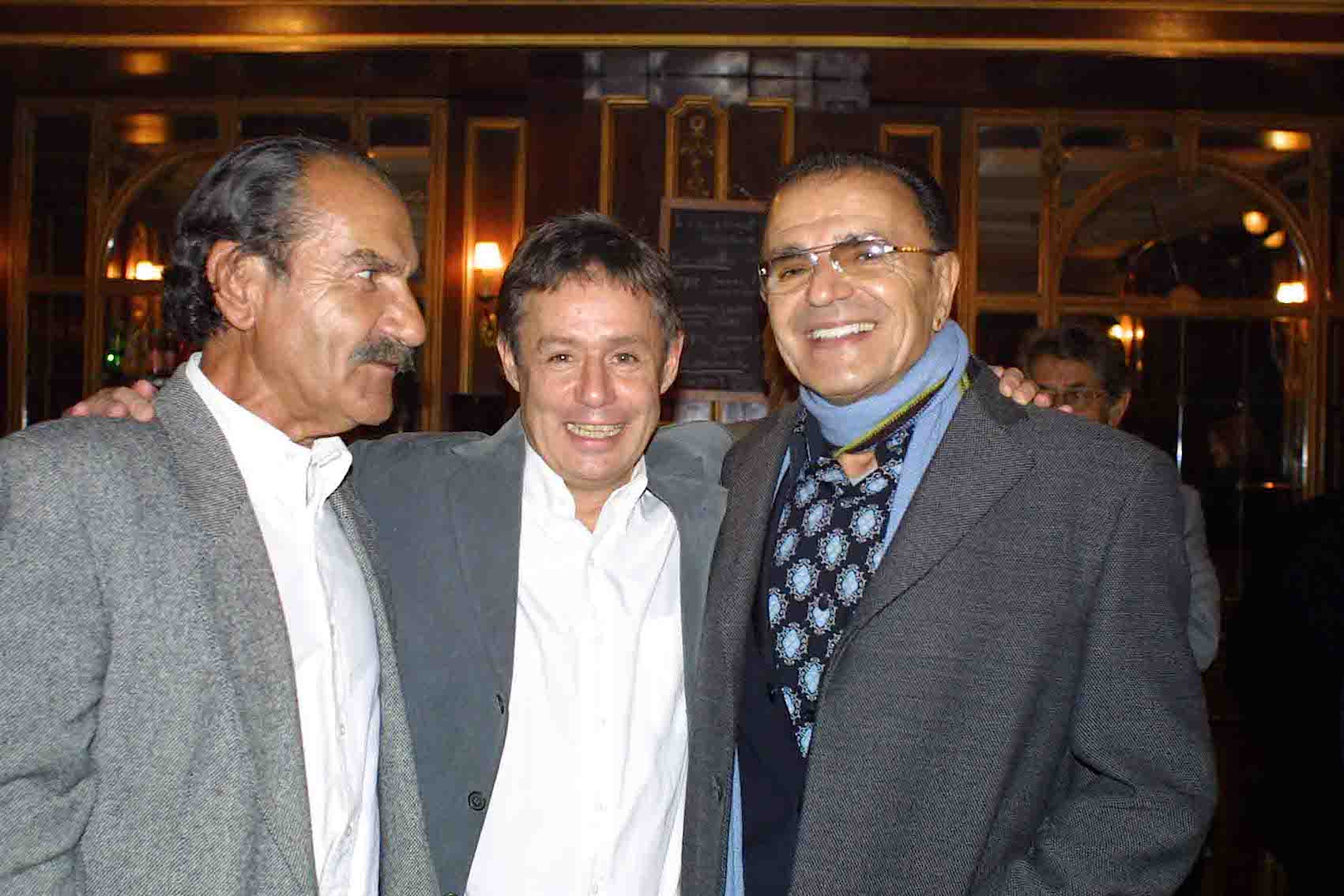
David Pharao avec Gérard Hernandez et Jean-Pierre Kalfon

- 2003 : L'Invité, avec Patrick Chesnais, Philippe Khorsand, Evelyne Buyle, mise en scène de Jean-Luc Moreau, Théâtre Édouard VII, Théâtre des Mathurins
- 2010 : Elle & Louis et Nous sommes tous des Indiens
- 2012 :  L'Invité, avec Claire Nadeau et Yvan Le Bolloc'h, mise en scène de Stéphane Hillel, Théâtre Tête d'Or
- 2016 : L'Invité, avec Patrick Chesnais, Évelyne Buyle, Laurent Gamelon, Grégoire Bonnet au théâtre Montparnasse
- 2016 : Mariage et Châtiment, avec Daniel Russo, Delphine Rich, Laurent Gamelon, Zoé Nonn, Mise en scène de Jean Luc Moreau, Théâtre Hébertot

## Filmographie
- 1977 : Croquez le Melon, hommage à Charlie Chaplin sur TSR (Télévision de la Suisse Romande)
- 1985 : Waka Waka, court métrage de 14 min, réalisation David Pharao
- 1986 : Studio folies, série de 35 épisodes de 26 min, avec Ticky Holgado
- 1989 : Salut les homards, série de 60 épisodes, en collaboration avec Michel Munz, Gérard Bitton, Corinne Atlas
- 1992 : Une famille formidable (deuxième saison), avec Anny Duperey, Bernard Le Coq et Philippe Khorsand
- 1994 : Douche anglaise, avec Bernadette Lafont et Jean Pierre Kalfon
- 1996 : Le Voyage de Pénélope, avec Micheline Presle, Claude Piéplu et Guillaume Canet
- 1999 : Baldi et Tini, avec Charles Aznavour et Annie Cordy
- 2000 : Les Mômes, avec Charles Aznavour et Pascale Roberts
- 2001 : Passage du bac, avec Charles Aznavour et Annie Cordy
- 2003 : La Bastide bleue, avec Pierre Cassignard
- 2004 : Docteur Bellac, avec Véronique Jannot et François-Éric Gendron
- 2005 : Mer belle à agitée, avec Gérard Hernandez et Jean-Pierre Lorit
- 2007 : Lorsque l'enfant paraît (série Camping Paradis), avec Laurent Ournac, Olivier Saladin, Christian Pereira
- 2007 : L'Invité, avec Daniel Auteuil, Thierry Lhermitte et Valérie Lemercier
- 2008 : L'Oncle d'Amérique (série Camping Paradis), avec Laurent Ournac, Olivier Saladin, Christian Pereira
- 2009 : Le Plus Beau Jour de leur vie (série Camping Paradis), avec Laurent Ournac, Olivier Saladin, Christian Pereira

## Distinctions
- 1986 : Sélection aux festivals de Chamrousse et de Vevey pour Waka Waka
- 1987 : Prix du meilleur court métrage au Festival de La Ciotat pour Waka Waka
- 2004 : Nominations pour le Molière de la meilleure pièce de création et le Molière de l'auteur pour L'Invité
- 2013 : Palme de la Critique  Festival Off 2013
- 2017 : Globe de Cristal de la meilleure pièce de théâtre "Mariage et Châtiment"